# Lautereria helvola
Lautereria helvola är en insektsart som först beskrevs av Melichar 1932.  Lautereria helvola ingår i släktet Lautereria och familjen dvärgstritar. Inga underarter finns listade i Catalogue of Life.